# Potiche (pièce de théâtre)
Pour les articles homonymes, voir Potiche.
Potiche est une pièce de théâtre de Pierre Barillet et Jean-Pierre Gredy créée le 17 septembre 1980 au théâtre Antoine.
Le rôle de Suzanne fut repris par Danielle Darrieux et Anne-Marie Carrière pour la tournée de 1982. La pièce fut enregistrée en public et diffusée pour la première fois sur France 3 Régions Lille le 21 décembre 1983, avec sa distribution originale.

## Argument
Suzanne Pujol, femme rêveuse mais néanmoins héritière d'une usine de parapluies, est l'épouse de Robert, un homme au caractère ombrageux, qui dirige l'usine. Une grève surprise oblige Robert, désavoué par le personnel, à céder sa place de dirigeant à Suzanne…

## Distribution de la création
- Jacqueline Maillan : Suzanne Pujol
- Jacques Jouanneau : Robert Pujol
- Pierre Maguelon : Maurice Babin
- Patricia Karim : Nadège
- Marie-France Mignal : Joëlle
- Christian Defleur : Didier Balestra
- Roland Oberlin : Laurent

Mise en scène : Pierre Mondy
Décors et costumes : André Levasseur
Son : Fred Kiriloff
Nombre de représentations : 570

## Adaptation
En 2010, François Ozon réalise une adaptation cinématographique avec Catherine Deneuve dans le rôle principal. Elle est entourée dans les principaux seconds rôles par Fabrice Luchini, Gérard Depardieu et Karin Viard.